# Kantharellidae
Kantharellidae is een familie in de taxonomische indeling van de Rhombozoa. Deze minuscule, wormachtige parasieten hebben geen weefsels of organen en bestaan uit slechts enkele tientallen cellen.
Kantharellidae werd in 1994 beschreven door Czaker.